# Conde de Carvalhais
Conde de Carvalhais é um título nobiliárquico criado por D. Miguel I de Portugal, por Decreto de data desconhecida, em favor de D. José Maria de Almada Castro e Noronha da Silveira Lobo.
Titulares
1. D. José Maria de Almada Castro e Noronha da Silveira Lobo, 1.º Conde de Carvalhais.

Após a Implantação da República Portuguesa, e com o fim do sistema nobiliárquico, usou o título: 
1. José Maria Carlos da Cunha Silveira e Lorena, 2.º Conde de Carvalhais, 10.º Conde de São Vicente.